# Nguyễn Đức Huy
Nguyễn Đức Huy (sinh 1931) là một sĩ quan cấp cao của Quân đội nhân dân Việt Nam, hàm Thiếu tướng, quyền Tư lệnh Quân khu 2.

## Tiểu sử
- Thiếu tướng Nguyễn Đức Huy sinh năm 1931 ở huyện Khoái Châu, tỉnh Hưng Yên. Trước khi nhập ngũ ông có tên Nguyễn Đăng Nhược. Ông nhập ngũ năm 1948.được kết nạp Đảng năm 1949 sau 7 tháng trong quân ngũ. Năm 1965 về công tác tại sư đoàn 304 sau khi kết thúc khóa học quân sự trung -cao cấp. Năm 1972 đã từng là chủ tịch ủy ban quân quản thị xã Quảng Trị. Năm 1973 thủ tướng Việt Nam và chủ tịch Cu Ba đã vào tận Quảng Trị thăm đơn vị ông. Ông tham gia chiến dịch Hồ Chí Minh,chiến dịch biên giới Tây Nam. Đã từng là sư trưởng sư đoàn 354 Quân khu Thủ đô,từng là quyền tư lệnh Quân khu 2. Tướng Huy là người đã từng phát biểu thẳng thắn về dã tâm của Trung quốc qua các sự kiện Vị xuyên 1984,Gạc ma 1988.